# Asthenotricha amblycoma
Asthenotricha amblycoma là một loài bướm đêm trong họ Geometridae.